# 爭取變革和繁榮運動
争取變革和繁榮運動（缩写为MCAP）是蒙特塞拉特的一個政黨。

## 历史
該黨成立於2005年，前身是民族进步党。在2006年的選舉中，它獲得36.1%的選票，贏得4個席位。儘管它是立法委員會中最大的政黨，但蒙特塞拉特民主黨、新人民解放運動和1名獨立議員組成聯合政府。在2009年的選舉中，该党贏得6個席位，该党當時的领袖魯本·米德成為總理。在2014年的選舉中，該黨失去4个席位。在2019年的選舉中，该党贏得5個席位，其新领袖伊斯顿·泰勒-法雷尔成為新總理。2024年，該黨議席下降到了一席。

## 選舉結果

### 立法議會
| 選舉年份 | 領袖               | 得票   | 得票率      | 議席  | +/–    | 政府   |
| -------- | ------------------ | ------ | ----------- | ----- | ------ | ------ |
| 2006年   | 魯本·米德          |        |             | 4 / 9 | 新政黨 | 反對黨 |
| 2009年   | 魯本·米德          | 10,139 | 52.64（#1） | 6 / 9 | ▲ 2    | 執政黨 |
| 2014年   | 魯本·米德          | 8,319  | 35.47（#2） | 2 / 9 | ▼ 4    | 反對黨 |
| 2019年   | 伊斯顿·泰勒-法雷尔 | 8,511  | 42.66（#1） | 5 / 9 | ▲ 3    | 執政黨 |
| 2024年   | 塞缪尔·约瑟夫      | 5,487  | 27.68（#3） | 1 / 9 | ▼ 4    | 反對黨 |